# Gephyrophora
Gephyrophora is een mosdiertjesgeslacht uit de familie van de Gigantoporidae en de orde Cheilostomatida. De wetenschappelijke naam ervan is in 1884 voor het eerst geldig gepubliceerd door Busk.

## Soort
- Gephyrophora polymorpha Busk, 1884
- Gephyrophora rubra Osburn, 1940